# Conus pretiosus
Conus pretiosus é uma espécie de gastrópode do gênero Conus, pertencente à família Conidae.